# Hanreuchai Netsiri
Hanreuchai Netsiri (3 de noviembre de 1979) es un deportista tailandés que compitió en tiro con arco adaptado. Ganó una medalla de plata en los Juegos Paralímpicos de Río de Janeiro 2016 en la prueba de recurvo individual (clase abierta).

## Palmarés internacional
| Juegos Paralímpicos | Juegos Paralímpicos     | Juegos Paralímpicos | Juegos Paralímpicos              |
| Año                 | Lugar                   | Medalla             | Prueba                           |
| ------------------- | ----------------------- | ------------------- | -------------------------------- |
| 2016                | Río de Janeiro (Brasil) | Medalla de plata    | Recurvo individual clase abierta |